# 明迪普塔纳
明迪普塔纳（Mindiptana）是印度尼西亚巴布亚省波文迪古尔县的一个城镇，位于波文迪哥尔县首府塔纳默拉60.35°方位的50千米处。有一座机场。明迪普塔纳也是波文迪古尔县下属的明迪普塔纳区（Kecamatan Mindiptana）行政中心。尚在策划中的木玉曼多波县（Kabupaten Muyu Mandobo）定明迪普塔纳为首府。